# انقباض بطيني سابق لأوانه
انقباض البطين السابق لأوانه (بالإنجليزية: premature ventricular contraction)‏ ، أو النبضة الشاردة أو ضربات البطين الهاجرة ، أو ضربات البطين المنتدبة (VEB)، أو تقلص البطين السابق لأوانه (PVC) ، أو ضربات البطين السابقة لأوانها (VPB)، هو حدث شائع نسبيا حيث تبدأ ضربات القلب في الألياف العصبية (ألياف بيركنجي) في البطينين بدلا من العقدة الجيبية الأذينية والتي لها الدور في البدء بنبضات القلب الطبيعية.
احداث القلب الكهربائية والتي يمكن الكشف عنها بواسطة تخطيط كهربائية للقلب (ECG) تسمح بالتمييز بسهولة بين الضربات الهاجرة وضربات القلب الطبيعية.
على الرغم من ان ضربات البطين الهاجرة يمكن أن تكون علامة على نقص الأوكسجين لعضلة القلب ولكن كثيرا ما تكون حميدة وقد تحدث في قلوب الناس الأصحاء.
ضربات البطين الهاجرة توصف أو تحس على أنها «ضربة مفقودة» أو شعور بالخفقان في الصدر.
في ضربات القلب العادي، يتقلص البطينين بعد ان تملأ نتيجة تقلص الأذينين؛ بهذه الطريقة يمكن البطينين ضخ كمية كافية من الدم سواء إلى الرئتين أو إلى بقية الجسم أما في ضربات البطين الهاجرة، يتقلص البطينين أولا قبل ان يكمل الأذينين ضخ الدم اليهما مما يعني أن عملية ضخ الدم غير فعالة. ومع ذلك، حدوث ضربة هاجرة واحدة عادة لا تشكل خطرا ويمكن أن تكون عديمة الأعراض في الأفراد الأصحاء.

## الأسباب
يمكن أن تحدث ضربات هاجرة في الشخص السليم وفي أي عمر، ولكنها أكثر انتشارا في كبار السن ولدى الرجال. وكثيرا ماتحدث بشكل عفوي من دون سبب معروف.
بعض الأسباب المحتملة للضربات الهاجرة هي:
- الأدرينالين الزائد.
- فائض الكالسيوم في الدم.
- اعتلال عضلة القلب، التضخمي أو المتوسعي.
- بعض الأدوية مثل الديجوكسين التي تزيد من انقباض القلب.
- الكيميائية (اضطراب الكهارل في الدم).
- الأدوية مثل:

1. الكحول.
2. الكافيين.
3. الكوكايين.

- نوبة قلبية
- فرط ثنائي أكسيد الكربون في الدم.
- نقص الأكسجين في الدم.
- نقص التروية.
- قلة النوم / الإرهاق.
- نقص المغنيسيوم والبوتاسيوم.
- هبوط الصمام التاجي.
- كدمة عضلة القلب.
- التهاب عضلة القلب.
- الساركويد.
- التدخين.
- الإجهاد.
- الثيوبرومين.
- مشاكل الغدة الدرقية.
- مضادات الاكتئاب ثلاثية الحلقات.

## العلامات والأعراض
على الرغم من أن هناك العديد من العلامات والأعراض المرتبطة بضربات البطين الهاجرة، فقد تكون هذه الضربات بدون أي أعراض على الإطلاق.
في حالة وجود ضربة هاجرة واحدة من الصعب تحديدها دون استخدام جهاز مراقبة القلب هولتر. ضربات البطين الهاجرة توصف أو تحس على أنها ضربة مفقودة، نبض قوي، أو الشعور بشفط في الصدر. كما أنها قد تسبب ألم في الصدر، وشعور بالإغماء، والتعب، أو فرط التنفس بعد التمرين.
حدوث ضربات هاجرة متعددة على التوالي يصبح شكلا من أشكال عدم انتظام دقات القلب البطيني التسارع البطيني (VT)، والتي يحتمل أن تكون قاتلة.

## بعض العلامات والأعراض الأخرى المحتملة
- تخطيط القلب غير الطبيعي.
- عدم انتظام ضربات القلب.
- ضيق في التنفس.
- الدوخة.
- شعور ضربات القلب الخاص بك (الخفقان).
- الشعور في بعض الأحيان بدقات قلب قوية.
- زيادة الإحساس بنبضات قلبك.

## التشخيص
عادة ما يتم تشخيص الضربات الهاجرة بعد أن يصف المريض «دقات مفقودة» أو خفقان. وعادة ما يشعر مرضى الخفقان بضربات قلبية غير منتظمة وغير مستمرة مقارنة مع المرضى الذين يعانون من أنواع أخرى من عدم انتظام ضربات القلب. .
1-ينبغي إجراء الفحص السريري بعد أخذ التاريخ المرضي الكامل. وهذا مفيد في تحديد عيوب القلب المحتملة التي قد تسبب الخفقان. على سبيل المثال، هبوط الصمام التاجي الذي يمكن تحديده من خلال الفحص السريري. 

2-الخطوة التالية في التشخيص هي التخطيط الكهربائي للقلب؛ ولكن هذا الإجراء في كثير من الأحيان غير قطعي في التشخيص لأنه يجب اجرائه أثناء حدوث الضربة الهاجرة والتي تستغرق زمنا قصيرا فبالتالي احتمالية ظهورها في التخطيط قليلة.
3-جهاز المراقبة هولتر هو الطريقة الأفضل لتشخيص المرض والذي يتم في التسجيل المتواصل لإيقاع القلب على مدى 24 ساعة. هذا يزيد من احتمالية التقاط حدوث الضربات الهاجرة التي تحدث خلال فترة التسجيل وبالتالي تشخيص المرض.
نلاحظ أثناء قراءة تخطيط القلب الكهربائي ان موجات QRS و T تبدو مختلفة جدا عن القراءات العادية وان التباعد بين الضربة الهاجرة وموجة QRS السابقة هو أقصر بكثير من المعتاد. ومع ذلك، فإن الوقت بين موجات QRS السابقة واللاحقة يبقى على حاله كالمعتاد بسبب الوقفة التعويضية.
وهناك أربعة أنماط مختلفة من الضربات البطينية الهاجرة التي تحدث بشكل منتظم. بحسب ما إذا كان هناك 1 أو 2 أو 3 دقات قلب طبيعية بين كل ضربة هاجرة والتي تليها، ويسمى إيقاع ثنائي النبض، ثلاثي النبض، أو رباعي النبض. إذا حدثت 3 ضربات هاجرة أو أكثر في صف واحد يسمى عدم انتظام دقات القلب البطيني والتسارع البطيني.

## العلاج
الضربة البطينية الهاجرة المنفردة ذات خصائص حميدة ولا تحتاج إلى العلاج في الأفراد الأصحاء، الضربات الهاجرة غالبا ما يمكن حلها من خلال استعادة توازن الكهارل من المغنيسيوم والكالسيوم والبوتاسيوم داخل الجسم. العلاج الأكثر فعالية هو القضاء على المسببات (وخاصة وقف استخدام مواد مثل الكافيين، وبعض الأدوية.)
- العلاجات الدوائية:

1. (Antiarrhythmics) مضادات اضطراب النظام الكهربائي للقلب
2. beta blocker حاصرات بيتا
3. ca channel blockers حاصرات قنوات الكالسيوم

- تعويض الكهارل

1. مكملات المغنيسيوم (مثل سيترات المغنيسيوم، orotate، مالوكس، الخ)
2. مكملات البوتاسيوم (مثل كلوريد البوتاسيوم سيترات مع أيون)

- قسطرة علاجية اجتثاثية بواسطة الترددات الراديوية (Radiofrequency catheter ablation)
- تعديل نمط الحياة والانضمام إلى مجموعة دعم

في حالة وجود أمراض قلبية وتضيق الشرايين التاجية يجب متابعة الضربات الهاجرة وعلاجا لانها قد تتسبب في حدوث تسارع بطيني وحدوث الموت.
وقد أظهرت الدراسات الحديثة أن أولئك الأشخاص الذين لديهم عدد ضربات هاجرة عالية للغاية (عدة آلاف يوميا) يمكن أن تتطور إلى تمدد عضلة القلب dilated cardiomyopathy. في هذه الحالات، إذا تم تخفيض عددها أو إزالتها (على سبيل المثال، عن طريق العلاج بالاجتثاث) فإن اعتلال عضلة القلب عادة ما يزول.
في المرضى الذين يعانون من أمراض الشريان التاجي (CAD)، يرتبط وجود ضربات هاجرة متعددة مع حدوث احتشاء عضلة القلب الحاد (النوبة القلبية) والموت المفاجئ.